# Arnsdorf (Ruhland)
Arnsdorf (niedersorbisch Šćańc, obersorbisch Warnaćicy) ist ein Gemeindeteil der südbrandenburgischen Stadt Ruhland im Landkreis Oberspreewald-Lausitz. Die Stadt ist das Zentrum des Amtes Ruhland und gehört zur Oberlausitz.

## Geographie
Etwas südlich des Stadtkerns liegt Arnsdorf am Ruhlander Schwarzwasser, einem Nebenfluss der Schwarzen Elster. Südlich der Ortslage zweigt der Sieggraben ab.
Durch Arnsdorf verläuft die Landesstraße 55 von Ruhland über Jannowitz nach Ortrand. Rund zwei Kilometer westlich des Dorfs verlaufen die Bahnstrecke Großenhain–Cottbus und die Bundesautobahn 13. Der nächste Bahnhof sowie eine Autobahnanschlussstelle befinden sich in Ruhland.

## Geschichte

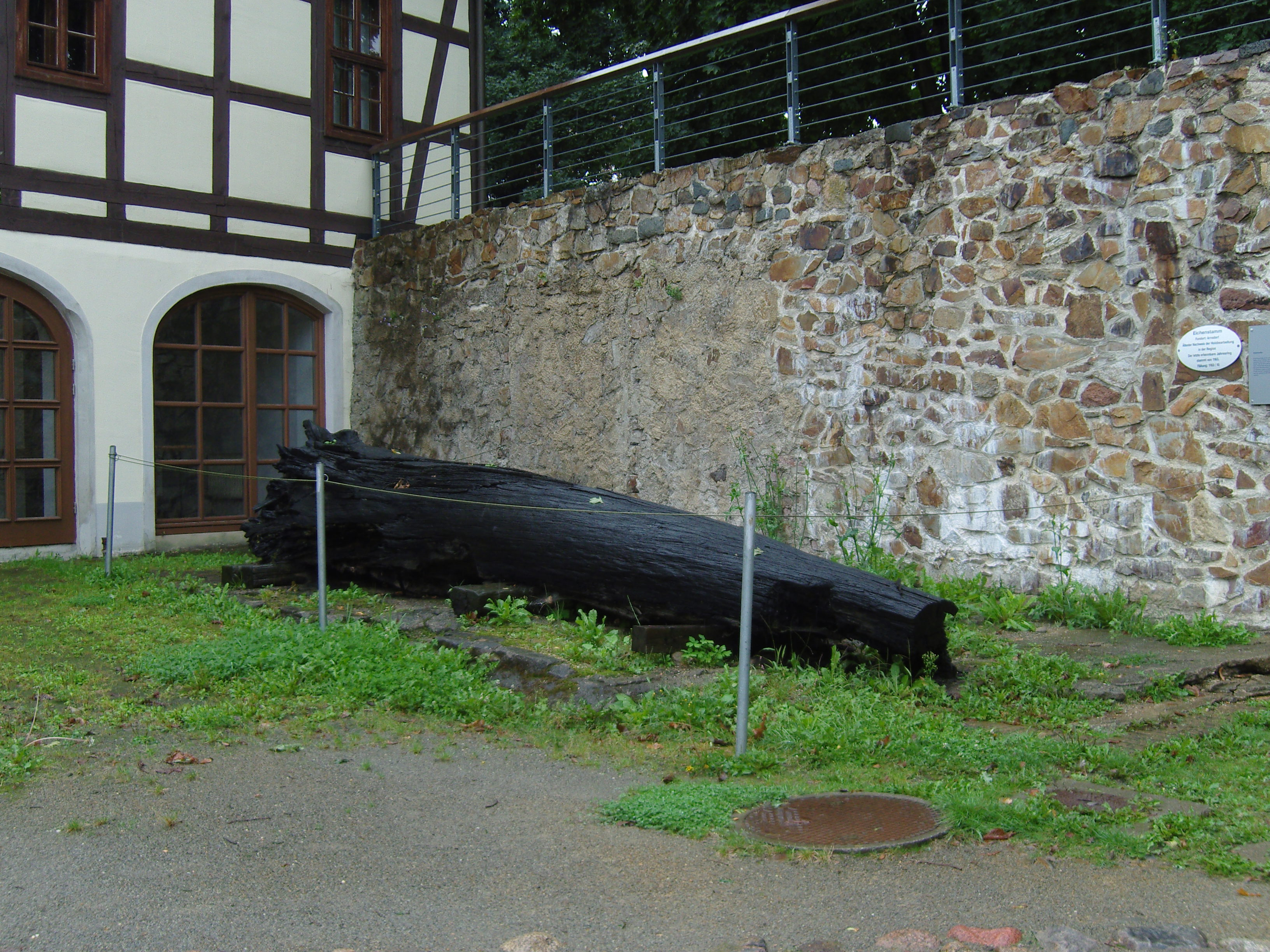
Baumstamm gefunden bei Arnsdorf

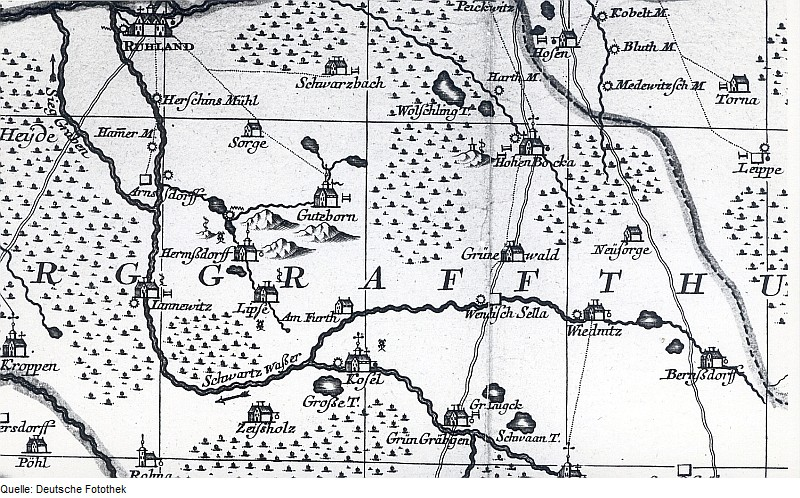
Arnsdorf, dargestellt in einer Karte aus dem Jahr 1757

Bei Arnsdorf wurde ein Eichenstamm gefunden, welcher der älteste Nachweis von Holzbearbeitung in der Senftenberger Region ist. Der letzte erkennbare Jahresring ist aus dem Jahr 1163. Als Fälldatum wird das Jahr 1183 (+/- zehn Jahre) angenommen. Dieser Stamm befindet sich im Kreismuseum in Senftenberg.
Arnsdorf wurde 1490 erstmals urkundlich erwähnt. Im Jahr 1622 verkaufte Adolf von Gersdorf die Gemeinde und den Gutsbezirk Arnsdorf gemeinsam mit weiteren umliegenden Gütern.
Um 1800 wurde die Schankberechtigung vom Zechhaus am Schwarzwasser auf das Grundstück Murnack am Dorfplatz übertragen. Seit dem Jahr 1880 gehört Arnsdorf zum neugeschaffenen Amtsbezirk Ruhland. Im Jahr 1974 wurde Arnsdorf auf eigenen Wunsch in die Stadt Ruhland eingemeindet.

### Bevölkerungsentwicklung
| Einwohnerentwicklung in Arnsdorf von 1875 bis 1971 | Einwohnerentwicklung in Arnsdorf von 1875 bis 1971 | Einwohnerentwicklung in Arnsdorf von 1875 bis 1971 | Einwohnerentwicklung in Arnsdorf von 1875 bis 1971 |
| Jahr                                               | Einwohner                                          | Jahr                                               | Einwohner                                          |
| -------------------------------------------------- | -------------------------------------------------- | -------------------------------------------------- | -------------------------------------------------- |
| 1875                                               | 300                                                | 1890                                               | 400                                                |
| 1910                                               | 500                                                | 1925                                               | 658                                                |
| 1933                                               | 742                                                | 1939                                               | 809                                                |
| 1946                                               | 907                                                | 1950                                               | 995                                                |
| 1964                                               | 931                                                | 1971                                               | 887                                                |

## Kultur und Sehenswürdigkeiten
Die Arnsdorfer Vereine sind unter dem Dach des Dorfklubs Arnsdorf organisiert.
Im Jahre 1968 wurde eine Kegelbahn in Arnsdorf gebaut, die 1999 zu einer Vier-Bahnen-Anlage ausgebaut wurde. 1988 wurde eine Freilichtbühne gebaut.
Seit 1991 gibt es jährlich im August den Pferde- und Bauernmarkt mit kulturellen Einlagen und Einblicken in ländliches Brauchtum und altes Handwerk.